# Bombus avanus
Bombus avanus là một loài Hymenoptera trong họ Apidae. Loài này được Skorikov mô tả khoa học năm 1938.